# Tinglysningsafgift
 Denne artikel omhandler overvejende eller alene danske forhold. Hjælp gerne med at gøre artiklen mere almen.
Tinglysningsafgift er en statslig afgift, som afregnes overfor Tinglysningsretten i forbindelse med at et dokument (fx et skøde eller et pantebrev) anmeldelse til tinglysning. Afgiften opdateres jævnligt fra myndighedernes side, og beregnes forskelligt afhængigt af hvilket dokument der skal anmeldes til tinglysning. 
Tinglysningsafgift på et pantebrev kr. 1825 tillagt 1,5% af hovedstolen.
Tinglysningsafgift på et skøde beregnes forskelligt, afhængig af hvilken type sag der er tale om:
- Tinglysningsafgift ved køb af alm bolig eller sommerhus i fri handel: kr. 1850 tillagt 0,6% af købesummen.
- Tinglysningsafgift ved familiehandler (fx mellem forældre og barn): kr. 1850 tillagt 0,6% af den offentlige vurdering minus 15 %, hvis købesummen er mindre end dette beløb – ellers af købesummen.
- Tinglysningsafgift ved overdragelse ved skilsmisse: kr. 1850 (0,6% afgiften spares).
- Tinglysningsafgift af andre typer ejendomme, fx erhvervsejendomme: kr. 1850 + 0,6% af købesummen eller den offentlige vurdering, hvor den højeste af de to værdier skal anvendes.